# Morti nel 2010/Ottobre
| Questa pagina contiene informazioni ricavate automaticamente dalle voci biografiche con l'ausilio del template Bio e di un bot. L'aggiornamento è periodico e automatico e ricostruisce completamente la pagina. Se manca una persona in questa lista, sei pregato di non aggiungerla, ma accertati piuttosto che la sua voce biografica contenga il template Bio e che i dati anagrafici siano correttamente compilati. Se il template Bio manca, inseriscilo tu stesso o, in alternativa, metti l'avviso {{tmp\|Bio}} che ne segnala la mancanza. Se i dati riportati sono sbagliati, correggi direttamente la voce biografica; le modifiche saranno visibili in questa lista entro pochi giorni. Per chiarimenti vedi il progetto biografie. La lista contiene solo le 170 persone che sono citate nell'enciclopedia e per le quali è stato implementato correttamente il template Bio. Pagina aggiornata al 2 lug 2025. |

- 1º ottobre - Mohamed Aden Sheikh, scrittore, politico e chirurgo somalo (n. 1936)
- 1º ottobre - Lucia Banti, attrice italiana (n. 1926)
- 1º ottobre - Dezső Bundzsák, calciatore e allenatore di calcio ungherese (n. 1928)
- 1º ottobre - Charles Caruana, vescovo cattolico gibilterriano (n. 1932)
- 1º ottobre - Raffaele De Grada, critico d'arte, storico dell'arte e politico italiano (n. 1916)
- 1º ottobre - Dino Frescobaldi, giornalista, saggista e scrittore italiano (n. 1926)
- 1º ottobre - Mario Pais de Libera, scultore italiano (n. 1920)
- 1º ottobre - Nicola Zitara, scrittore e giornalista italiano (n. 1927)
- 2 ottobre - Nils Hallberg, attore svedese (n. 1921)
- 3 ottobre - Philippa Ruth Foot, filosofa inglese (n. 1920)
- 3 ottobre - Roger Jorgensen, cestista statunitense (n. 1920)
- 3 ottobre - Walter Nones, alpinista italiano (n. 1971)
- 3 ottobre - Adriana Novelli, montatrice italiana (n. 1918)
- 3 ottobre - Vitalij Romanenko, tiratore a segno sovietico (n. 1926)
- 3 ottobre - Deddi Savagnone, attrice, doppiatrice e dialoghista italiana (n. 1929)
- 4 ottobre - Nevio Ferrari, calciatore italiano (n. 1926)
- 4 ottobre - Norman Wisdom, attore, comico e sceneggiatore britannico (n. 1915)
- 5 ottobre - Roy Axe, designer britannico (n. 1937)
- 5 ottobre - Roy Ward Baker, regista britannico (n. 1916)
- 5 ottobre - Enrica Corti, attrice italiana (n. 1921)
- 5 ottobre - Mary Leona Gage, modella statunitense (n. 1939)
- 5 ottobre - Yngve Karlsen, calciatore norvegese (n. 1930)
- 5 ottobre - Jānis Klovāns, scacchista lettone (n. 1935)
- 5 ottobre - Steve Lee, cantante e compositore svizzero (n. 1963)
- 5 ottobre - Karen McCarthy, politica statunitense (n. 1947)
- 5 ottobre - Emilio Rosini, avvocato e politico italiano (n. 1922)
- 6 ottobre - Sergio Calore, terrorista e collaboratore di giustizia italiano (n. 1952)
- 6 ottobre - Jean Debuf, sollevatore francese (n. 1924)
- 6 ottobre - Salvatore Galletti, scrittore e pittore italiano (n. 1923)
- 6 ottobre - Rhys Llywelyn Isaac, storico sudafricano (n. 1937)
- 6 ottobre - Colette Renard, cantante francese (n. 1924)
- 6 ottobre - Giorgio Sereni, allenatore di calcio e calciatore italiano (n. 1935)
- 7 ottobre - Milka Planinc, politica croata (n. 1924)
- 8 ottobre - Giuseppe Dato, urbanista e saggista italiano (n. 1943)
- 8 ottobre - Jim Fuchs, pesista e discobolo statunitense (n. 1927)
- 8 ottobre - John Peter Huchra, astronomo e docente statunitense (n. 1948)
- 8 ottobre - Luigi Squarzina, regista, drammaturgo e direttore artistico italiano (n. 1922)
- 9 ottobre - Maurice Allais, fisico e economista francese (n. 1911)
- 9 ottobre - Les Fell, calciatore inglese (n. 1920)
- 9 ottobre - János Hajnal, artista e illustratore ungherese (n. 1913)
- 9 ottobre - Zecharia Sitchin, scrittore azero (n. 1920)
- 9 ottobre - Mario Traina, numismatico italiano (n. 1930)
- 10 ottobre - Bruno Benetti, calciatore italiano (n. 1938)
- 10 ottobre - Solomon Burke, cantante statunitense (n. 1940)
- 10 ottobre - Valeria Ciaffi, pittrice e scultrice italiana (n. 1924)
- 10 ottobre - John Graysmark, scenografo statunitense (n. 1935)
- 10 ottobre - Hwang Jang-yop, politico nordcoreano (n. 1923)
- 10 ottobre - Eric Joisel, artista francese (n. 1956)
- 10 ottobre - Sebastiano Pappalardo, imprenditore italiano (n. 1924)
- 10 ottobre - Joan Sutherland, soprano australiano (n. 1926)
- 11 ottobre - Tomislav Franjković, pallanuotista jugoslavo (n. 1931)
- 12 ottobre - Manuel Alexandre, attore spagnolo (n. 1917)
- 12 ottobre - José Casas Gris, calciatore spagnolo (n. 1931)
- 12 ottobre - Angelo Infanti, attore italiano (n. 1939)
- 12 ottobre - Sergio Morin, calciatore e velista italiano (n. 1931)
- 12 ottobre - Jimmy Reese, cestista statunitense (n. 1923)
- 13 ottobre - Juan Carlos Arteche, calciatore spagnolo (n. 1957)
- 13 ottobre - Eddie Baily, calciatore inglese (n. 1925)
- 13 ottobre - Nereo Burattini, allenatore di calcio e calciatore italiano (n. 1917)
- 13 ottobre - Ien van den Heuvel, politica olandese (n. 1927)
- 13 ottobre - Italo Tibaldi, italiano (n. 1927)
- 14 ottobre - Malcolm Allison, calciatore e allenatore di calcio inglese (n. 1927)
- 14 ottobre - Carla Del Poggio, attrice italiana (n. 1925)
- 14 ottobre - Simon MacCorkindale, attore britannico (n. 1952)
- 14 ottobre - Benoît Mandelbrot, matematico polacco (n. 1924)
- 14 ottobre - Carlos Quintanar, cestista e allenatore di pallacanestro messicano (n. 1939)
- 14 ottobre - Hermann Scheer, politico tedesco (n. 1944)
- 14 ottobre - Larry Siegfried, cestista e allenatore di pallacanestro statunitense (n. 1939)
- 15 ottobre - Vittorio Mascalchi, pittore italiano (n. 1935)
- 15 ottobre - Elmer Jacob Reese, astronomo statunitense (n. 1919)
- 15 ottobre - Vera Rózsa, cantante ungherese (n. 1917)
- 15 ottobre - Johnny Sheffield, attore statunitense (n. 1931)
- 16 ottobre - Barbara Billingsley, attrice statunitense (n. 1915)
- 16 ottobre - Alfredo Bini, produttore cinematografico italiano (n. 1926)
- 16 ottobre - Marko Brainović, pallanuotista jugoslavo (n. 1920)
- 16 ottobre - Jack Butterfield, dirigente sportivo canadese (n. 1919)
- 16 ottobre - Gino Galuppini, ammiraglio e storico italiano (n. 1914)
- 16 ottobre - Thomas Harlan, sceneggiatore e regista tedesco (n. 1929)
- 16 ottobre - Eyedea, rapper statunitense (n. 1981)
- 16 ottobre - Alessandro Rossi, ingegnere e imprenditore italiano (n. 1921)
- 16 ottobre - Leigh Van Valen, biologo statunitense (n. 1935)
- 17 ottobre - Emmanuel Lê Phong Thuận, vescovo cattolico vietnamita (n. 1930)
- 17 ottobre - Tiziano Mannoni, archeologo e storico italiano (n. 1928)
- 17 ottobre - Francesco Scardamaglia, sceneggiatore, produttore televisivo e produttore cinematografico italiano (n. 1945)
- 18 ottobre - Marion Brown, sassofonista statunitense (n. 1931)
- 18 ottobre - Consuelo Crespi, giornalista e modella statunitense (n. 1928)
- 18 ottobre - Remo Germani, cantante italiano (n. 1938)
- 18 ottobre - Vera Hatz, numismatica tedesca (n. 1923)
- 18 ottobre - Mel Hopkins, calciatore gallese (n. 1934)
- 19 ottobre - Bino, cantante italiano (n. 1953)
- 19 ottobre - Jean Asfar, schermidore egiziano (n. 1917)
- 19 ottobre - Tom Bosley, attore statunitense (n. 1927)
- 19 ottobre - Graham Crowden, attore britannico (n. 1922)
- 19 ottobre - André Mahé, ciclista su strada francese (n. 1919)
- 20 ottobre - Gérard Denecheau, tiratore a segno francese (n. 1939)
- 20 ottobre - Ari Up, cantante tedesca (n. 1962)
- 20 ottobre - Bob Guccione, editore, disegnatore e produttore cinematografico statunitense (n. 1930)
- 20 ottobre - Eva Ibbotson, scrittrice britannica (n. 1925)
- 20 ottobre - Robert Katz, giornalista e scrittore statunitense (n. 1933)
- 20 ottobre - Farooq Leghari, politico pakistano (n. 1940)
- 20 ottobre - George Mallet, politico santaluciano (n. 1923)
- 20 ottobre - Robert Paynter, direttore della fotografia britannico (n. 1928)
- 20 ottobre - Erminio Teruzzi, calciatore italiano (n. 1921)
- 21 ottobre - Uccio Aloisi, cantante e musicista italiano (n. 1928)
- 21 ottobre - Michele D'Ambrosio, politico italiano (n. 1944)
- 21 ottobre - Loki Schmidt, ambientalista tedesca (n. 1919)
- 22 ottobre - Eio Sakata, giocatore di go giapponese (n. 1920)
- 23 ottobre - Vince Banonis, giocatore di football americano statunitense (n. 1921)
- 23 ottobre - Francis Crippen, nuotatore statunitense (n. 1984)
- 23 ottobre - Stefano Gaggero, ciclista su strada italiano (n. 1927)
- 23 ottobre - Lennart Johansson, hockeista su ghiaccio svedese (n. 1941)
- 23 ottobre - David Thompson, politico barbadiano (n. 1961)
- 23 ottobre - Irmingarda di Baviera, principessa tedesca (n. 1923)
- 24 ottobre - Georges Frêche, politico francese (n. 1938)
- 24 ottobre - Andy Holmes, canottiere britannico (n. 1959)
- 24 ottobre - Pan Jin-yu, taiwanese (n. 1914)
- 24 ottobre - Lamont Johnson, regista e attore statunitense (n. 1922)
- 24 ottobre - Sylvia Sleigh, pittrice e attivista britannica (n. 1916)
- 24 ottobre - David Stahl, direttore d'orchestra statunitense (n. 1949)
- 24 ottobre - Joseph Stein, commediografo e poeta statunitense (n. 1912)
- 25 ottobre - Gregory Isaacs, cantante giamaicano (n. 1951)
- 25 ottobre - Federico Guglielmo Lento, politico italiano (n. 1942)
- 25 ottobre - Vesna Parun, poetessa croata (n. 1922)
- 25 ottobre - Andrzej Tomaszewski, architetto, urbanista e storico dell'architettura polacco (n. 1934)
- 26 ottobre - Marco Binda, cestista italiano (n. 1942)
- 26 ottobre - Vincenzo Giummarra, politico italiano (n. 1923)
- 26 ottobre - Stan Heath, giocatore di football americano statunitense (n. 1927)
- 26 ottobre - Dario Mairano, fumettista italiano (n. 1953)
- 26 ottobre - Romeu Tuma, politico brasiliano (n. 1931)
- 26 ottobre - Ciro Vigorito, dirigente sportivo, giornalista e imprenditore italiano (n. 1939)
- 27 ottobre - Elio Schiavoni, musicista, direttore d'orchestra e produttore teatrale italiano (n. 1922)
- 27 ottobre - Bill Blakeley, allenatore di pallacanestro statunitense (n. 1934)
- 27 ottobre - Lisa Blount, attrice e produttrice cinematografica statunitense (n. 1957)
- 27 ottobre - Néstor Kirchner, politico argentino (n. 1950)
- 27 ottobre - Luigi Macaluso, copilota di rally e manager italiano (n. 1948)
- 27 ottobre - Alberto Soggin, biblista italiano (n. 1926)
- 27 ottobre - Carlo Squeri, politico italiano (n. 1923)
- 27 ottobre - Saqr bin Muhammad al-Qasimi, sovrano emiratino
- 28 ottobre - Isabella Abbott, educatrice e botanica statunitense (n. 1919)
- 28 ottobre - Francine Bloch, musicologa francese (n. 1916)
- 28 ottobre - Basilio Catania, ingegnere italiano (n. 1926)
- 28 ottobre - Břetislav Dolejší, calciatore cecoslovacco (n. 1928)
- 28 ottobre - Robert Ellenstein, attore statunitense (n. 1923)
- 28 ottobre - Marshall Hawkins, cestista statunitense (n. 1924)
- 28 ottobre - James MacArthur, attore statunitense (n. 1937)
- 28 ottobre - Jonathan Motzfeldt, politico groenlandese (n. 1938)
- 28 ottobre - Maurice Murphy, trombettista britannico (n. 1935)
- 28 ottobre - John Sekula, chitarrista statunitense (n. 1969)
- 28 ottobre - Ibrahim Ahmad Abd al-Sattar Muhammad, generale iracheno (n. 1956)
- 29 ottobre - Ronnie Clayton, calciatore inglese (n. 1934)
- 29 ottobre - Gresham Sykes, sociologo e criminologo statunitense (n. 1922)
- 29 ottobre - George Hickenlooper, regista, sceneggiatore e produttore cinematografico statunitense (n. 1963)
- 29 ottobre - Primo Marzi, ufficiale italiano (n. 1921)
- 29 ottobre - Bernard Musson, attore francese (n. 1925)
- 29 ottobre - Cecilia Sacchi, attrice italiana (n. 1938)
- 29 ottobre - Roberto Schisano, dirigente d'azienda italiano (n. 1943)
- 29 ottobre - Takeshi Shudō, sceneggiatore giapponese (n. 1949)
- 30 ottobre - John Benson, calciatore, allenatore di calcio e dirigente sportivo scozzese (n. 1942)
- 30 ottobre - Romano Bonagura, bobbista italiano (n. 1930)
- 30 ottobre - Édouard Carpentier, wrestler francese (n. 1926)
- 30 ottobre - Helen Hadsell, scrittrice statunitense (n. 1924)
- 30 ottobre - Meta Elste, ginnasta statunitense (n. 1919)
- 30 ottobre - Luigi Grassani, politico italiano (n. 1926)
- 30 ottobre - Harry Mulisch, scrittore, poeta e drammaturgo olandese (n. 1927)
- 31 ottobre - Vito Lattanzio, politico e medico italiano (n. 1926)
- 31 ottobre - Maurice Lucas, cestista e allenatore di pallacanestro statunitense (n. 1952)
- 31 ottobre - János Simon, cestista ungherese (n. 1929)
- 31 ottobre - Ted Sorensen, avvocato e scrittore statunitense (n. 1928)
- 31 ottobre - Pierre-Luc Séguillon, giornalista francese (n. 1940)
- 31 ottobre - Algiso Toscani, calciatore, allenatore di calcio e partigiano italiano (n. 1920)